# Avenue des Arts (Bruxelles)
Pour les articles homonymes, voir Avenue des Arts.
L'avenue des Arts (en néerlandais : Kunstlaan) est une artère bruxelloise située sur la petite ceinture entourant le centre historique de la ville. Il s'agit d'une artère composée principalement de bureaux d'affaires et à forte densité automobile.
L'avenue est située pour partie sur le territoire de la commune de Saint-Josse-ten-Noode et sur le territoire de la ville de Bruxelles. Les artères formant la petite ceinture ont de particulier que les voies intérieures sont situées sur le territoire de la ville de Bruxelles et que les voies extérieures sont situées sur le territoire des communes avoisinantes.
En effet, l'avenue des Arts fait partie de l'artère extérieure de la petite ceinture. Le boulevard du Régent est son vis-à-vis sur l'artère intérieure de la petite ceinture. Des tunnels occupent le centre des voiries.
Le tracé de l'avenue des Arts est situé entre la place Quetelet et la rue du Trône. L'avenue des Arts forme la prolongation de l'avenue de Galilée, longe un moment l'avenue de l'Astronomie, coupe la place Madou, rejoint la rue de la Charité, la rue Joseph II, la rue de la Loi, la rue Guimard, la rue Belliard, la rue Montoyer, la rue du Luxembourg et aboutit à la rue du Trône. À partir de cet endroit elle est prolongée par l'avenue Marnix.
La numérotation des immeubles (en continu pair et impair) de l'artère débute à l'angle formé par la place Madou et la chaussée de Louvain (Saint-Josse-ten-Noode) alors que la circulation automobile va de la rue du Trône à la place Madou.
Cette avenue ainsi que la rue de la Loi ont donné leur nom à la station de métro Arts-Loi.

## Bâtiments remarquables et adresses notables
à Saint-Josse-ten-Noode :
- nos 8-9 : Caisse nationale de Crédit professionnel
- nos 10-11 : Cellule interrégionale de l'environnement (ancienne maison personnelle de l'architecte Jean-Pierre Cluysenaer)
- no 16 : Musée Charlier
- no 17 : Ancienne maison de maître d'inspiration néoclassique construite en 1844

à Bruxelles-ville :
- no 19AD : Chambre de commerce et d'industrie de France
- no 39 : Fonds belgo-congolais d'amortissement et de gestion
- no 42 : Filigranes
- no 46 : Délégation générale du Québec à Bruxelles
- no 53 : Communauté européenne du rail
- no 56 : Arts 56, ancien siège de la Winterthur

## Accès
| ___ | Ce site est desservi par les stations de métro : Madou, Trône et Arts-Loi. |